# 2-丁炔-1,4-二醇
2-丁炔-1,4-二醇，简称1,4-丁炔二醇或丁炔二醇。

## 性质
白色斜方结晶。可溶于水、酸、乙醇和丙酮，不溶于苯、乙醚。对眼部粘膜、皮肤和上呼吸道有刺激作用。

## 制备
丁炔二醇在工业上主要通过 Reppe 法制备，即以丁炔铜或铜铋催化剂催化，由乙炔与甲醛在加压（1～20 bar）和加热（110～112°C）条件下反应制备。反应得到丁炔二醇粗品，经浓缩和精制，得到成品，同时副产丙炔醇。
{\displaystyle \ HC\!\equiv \!CH+2HCHO\rightarrow HOCH_{2}C\!\equiv \!CCH_{2}OH}

## 用途
丁炔二醇用作1,4-丁二醇、丁烯二醇、四氢呋喃、γ-丁内酯和吡咯烷酮等化合物的合成前体，进一步可用于制造溶剂甲基吡咯烷酮、合成纤维尼龙-4、防腐剂和合成塑料等。丁炔二醇也用作溶剂，在电镀中用作亮光剂，还用于农药和医药工业中。